# Grosseto
Grosseto este un oraș în Italia.

## Demografie
Grosseto - evoluția demografică

|  | Graficele sunt indisponibile din cauza unor probleme tehnice. Mai multe informații se găsesc la Phabricator și la wiki-ul MediaWiki. |

Date: Recensăminte sau birourile de statistică - grafică realizată de Wikipedia

## Personalități născute aici
- Lio Scheggi (n. 1948), politician;
- Alessandro Antichi (n. 1958), politician;
- Leonardo Marras (n. 1973), politician.